# Purity Ring

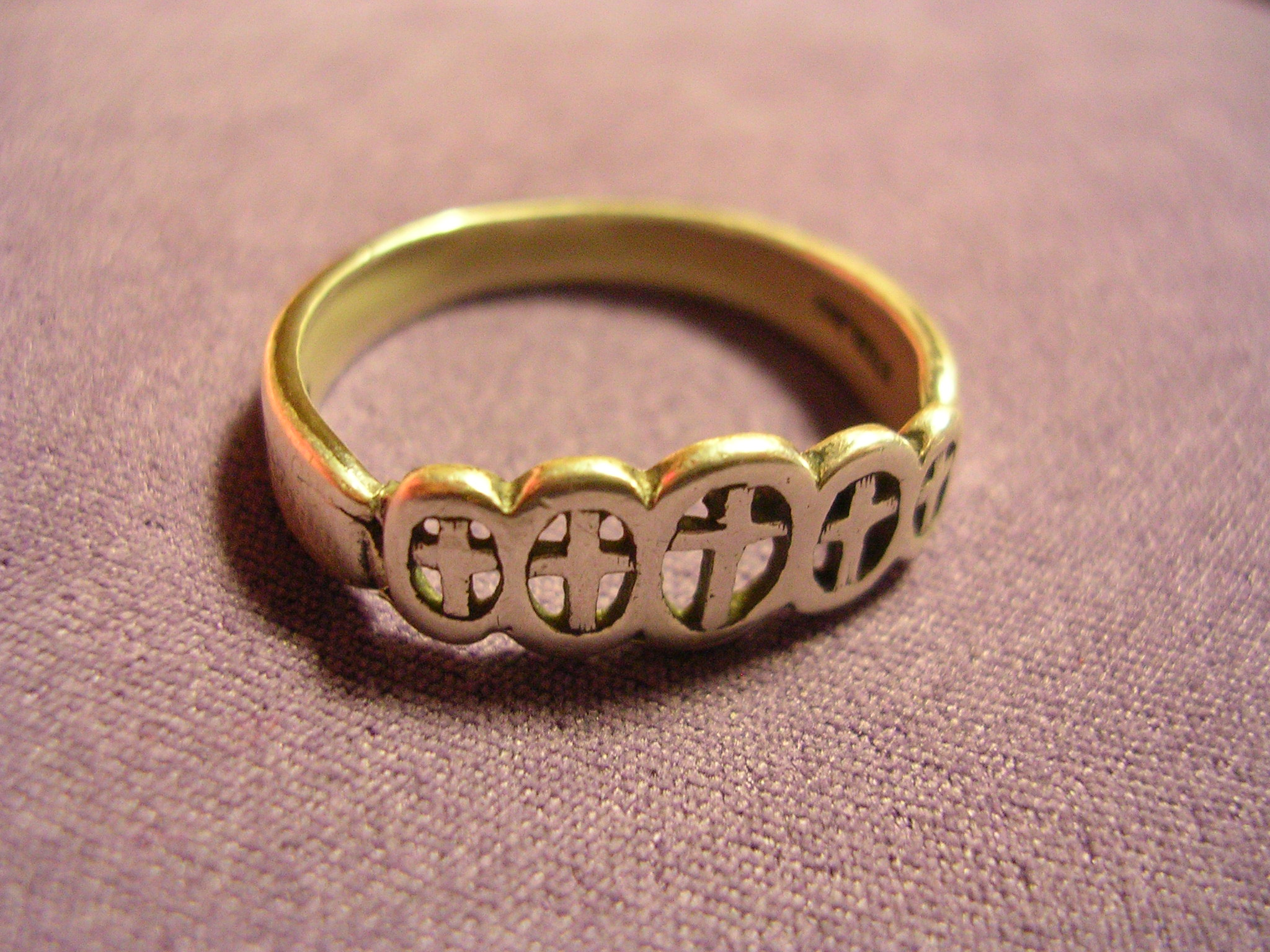
Purity Ring

Ein Purity Ring (englisch purity, „Reinheit“) ist ein Symbol der Keuschheitsbewegung, die in den 1990er Jahren in den Vereinigten Staaten ihren Ursprung hatte. Der Reinheitsring wird auch als Keuschheitsring, Versprechensring oder Enthaltsamkeitsring bezeichnet. Er symbolisiert die Tugend der Keuschheit; oftmals ist in den Ring ein Vers aus der Bibel eingraviert oder die Überzeugung „Worth the Wait“.
Mit dem Ring bringt der Träger zum Ausdruck, dass er oder sie das Versprechen abgelegt hat, mit dem Geschlechtsverkehr bis nach der Eheschließung zu warten (Virginity pledge, „Enthaltsamkeitsversprechen“). Der Ring wird bei der Hochzeit dem Ehepartner als Geschenk und Symbol der eigenen Reinheit übergeben.

## Geschichte

### Verbreitung
In den Vereinigten Staaten ist das Tragen eines Reinheitsringes ein weitverbreitetes Phänomen unter Jugendlichen. Auch Eltern tragen zuweilen den Ring, um zum Ausdruck zu bringen, dass sie ihre Kinder in deren Entscheidung unterstützen.
Der christliche Glaube spielt in großen Teilen des Landes eine wichtigere Rolle im Alltagsleben als etwa in Deutschland. Die Enthaltsamkeitsbewegung in den Vereinigten Staaten ist ein Programm christlicher Konservativer und der Regierung unter anderem bezogen auf die ansteigende Zahl der Schwangerschaften von Teenagern und die Verbreitung von sexuell übertragbarer Krankheiten. Ein erstes Programm, das Jugendliche von den Vorteilen der sexuellen Enthaltsamkeit überzeugen sollte, begannen die Baptisten 1987 in den Südstaaten. Daraus entstand 1993 die Bewegung True Love Waits, die von Protestanten, Katholiken und Christen anderer Konfessionen gemeinsam getragen wird. Schwerpunkt der Bewegung sind die Vereinigten Staaten. Mit dem Ableger „Wahre Liebe Wartet“ hat die Vereinigung auch im deutschsprachigen Raum Bekanntheit erlangt. Auch Bewegungen wie Silver Ring Thing weiten ihre Kampagne international aus.
In England sorgte der Fall der Schülerin Lydia Playfoot für Aufmerksamkeit, die, als sie sich weigerte, auf Anweisung der Schulleitung ihren Purity Ring abzulegen, von der Schule verwiesen wurde. Playfoot und einige ihrer Mitschülerinnen gehörten der Bewegung The Silver Ring Thing an. Sikhs und muslimischen Mitschülerinnen war an der Schule hingegen das Tragen von Armbändern und Kopftüchern gestattet.

#### Gesetzgebung und Finanzierung
Der damalige US-Präsident George W. Bush befürwortete die Abstinenzkampagne moralisch und unterstützte sie durch entsprechende Gesetzgebung auch finanziell. Konservative christliche Organisationen gewannen so während seiner Amtszeit an Einfluss und politischem Mitspracherecht. Bush selbst bekennt sich zu den Werten des Christentums und arbeitete mit diesen Gruppierungen zusammen. Das Ergebnis dieser Zusammenarbeit war eine Gesetzgebung mit der Förderung des Abstinenzprogrammes in Millionenhöhe.
Die Bewegung Silver Ring Thing erhielt bis 2005 von der Regierung der Vereinigten Staaten über eine Million Dollar zur Vermarktung der Idee und der Reinheitsringe.

#### Organisationen und Veranstaltungen
Verschiedene christliche Organisationen setzen sich vor allem in den Vereinigten Staaten für eine enthaltsame Lebensführung ein. Ein Beispiel ist die Bewegung Silver Ring Thing. Silver Ring Thing wurde 1995 von dem Geistlichen Denny Pattyn im Bundesstaat Arizona gegründet. Im Jahr 2000 zog SRT nach Pittsburgh um und organisierte von dort aus jährlich viele Veranstaltungen in den gesamten Vereinigten Staaten. Die Bewegung ist der Ansicht, dass Verhütung nicht vor einer vorehelichen Schwangerschaft schützen könne, sondern allein eine Änderung des eigenen Verhaltens, also die Entscheidung zur sexuellen Abstinenz.
In den Vereinigten Staaten werden von Schulen und Gemeinden regelmäßig sogenannte Purity balls organisiert, auf denen Jugendliche versprechen, vor der Ehe sexuell enthaltsam zu bleiben, und im Gegenzug einen Reinheitsring oder einen -armreif erhalten. Die erste dieser offiziellen Keuschheitsveranstaltungen fand 1998 im US-Bundesstaat Colorado statt. Bis 2006 war die Anzahl der Bälle auf 1400 angestiegen. Die Organisatoren scheinen laut einigen Studien über kürzere Zeiträume großen Erfolg zu haben, andere Studien ergaben, dass nur ein kleiner Anteil dem Vorsatz tatsächlich bis zur Hochzeit treu bleibt. Bis zum Jahr 2005 hatten in den Vereinigten Staaten über dreieinhalb Millionen Teenager einen Abstinenzschwur abgelegt. Eine Studie von 2001 zeigte, dass nur zwölf Prozent der 2,5 Millionen Teenager, die bis 1995 Enthaltsamkeit versprochen hatten, auch bis zur Ehe enthaltsam blieben. Ein Vorsatz, vor der Ehe enthaltsam zu bleiben, kann der Studie zufolge den Geschlechtsakt um durchschnittlich 18 Monate hinauszögern. Unter denen, die dem gefassten Vorsatz nicht treu bleiben, besteht bei einem Drittel die Möglichkeit, dass sie keine Verhütungsmittel benutzen.
Silver Ring Thing organisiert Veranstaltungen in Kooperation mit Geistlichen vor Ort, so etwa im April 2010 an der Martinsburg High School in West Virginia.

## Symbolwert
Der Ring ist ein sichtbares Zeichen für die enthaltsame Lebensführung in Bezug auf vorehelichen Geschlechtsverkehr. Der Ring gilt nicht als Schmuckstück, sondern als Symbol und  konstante Erinnerung an das Versprechen.

## Berühmte Träger
Schon 1999 sprach sich US-Popsängerin Britney Spears für Enthaltsamkeit vor der Ehe aus; sie kann als prominente Vorreiterin der Keuschheitsbewegung gelten. Die Medien kritisierten diese Beteuerung jedoch als Kalkül für eine erfolgreiche Imagevermarktung. Heute sind es besonders die Nachwuchsstars aus der Schmiede des Disney Channels, die sich öffentlich zur Enthaltsamkeit bekennen. Jungschauspieler wie Miley Cyrus, Demi Lovato oder Hilary Duff trugen den Purity Ring. Justin Bieber, die Jonas Brothers und Selena Gomez waren einstmals ebenfalls Träger des Ringes, haben diesen mittlerweile abgelegt.

## Auswirkungen
Studien zum Purity Ring wurden in den Vereinigten Staaten durchgeführt, wo von Gesetz wegen nur jene Sexualaufklärungsprogramme durch Bundesbehörden Unterstützung erhalten, die Enthaltsamkeit propagieren, von denen wiederum viele Enthaltsamkeitsversprechen Bedeutung zumessen.
Janet Rosenbaum von der Bloomberg School of Public Health der Johns Hopkins University veröffentlichte 2006 eine Untersuchung mit Daten von Teenagern aus der 7. bis 12. Klasse, die mit der National Longitudinal Study of Adolescent Health erhoben wurden. 53 % derjenigen, die bei der Erstbefragung 1994 angegeben hatten, ein Enthaltsamkeitsversprechen abgelegt zu haben, bestritten dies bei der Folgebefragung ein Jahr später. Von diesen waren nahezu Dreiviertel im Vorjahr sexuell aktiv. Unter denen, die ihr Versprechen nicht einhielten, waren mit 63 % solche Jugendliche besonders häufig, die sich von der Erweckungsbewegung abgewandt hatten.